# 47 Cygni
47 Cygni, som är stjärnans Flamsteed-beteckning, är en trippelstjärna belägen i den södra delen av stjärnbilden Svanen, som också har variabelbeteckningen V2125 Cygni. Den har en kombinerad skenbar magnitud på ca 4,61 och är svagt synlig för blotta ögat där ljusföroreningar ej förekommer. Baserat på parallax enligt Gaia Data Release 2 på ca 0,76 mas, beräknas den befinna sig på ett avstånd på ca 4 000 ljusår (ca 1 300 parsek) från solen. Den rör sig närmare solen med en heliocentrisk radialhastighet av ca -4,6 km/s.

## Egenskaper
Primärstjärnan 47 Cygni Aa är en orange till gul superjättestjärna av spektralklass K6 Ib. Den har en massa som är ca 12 solmassor, en radie som är ca 575 solradier och en effektiv temperatur av ca 4 200 K. Emission av radiostrålning från stjärnan upptäcktes 1985/86.
47 Cygni är en långsam irreguljär variabel av LC-typ, som varierar mellan fotografisk magnitud +4,67 och 4,78 utan någon fastställd periodicitet.
Den binära karaktären hos 47 Cygni upptäcktes av Annie Cannon 1912, och hon tilldelade paret separata identiteter i Henry Draperkatalogen. De kretsar kring varandra med en omloppsperiod av ca 143,69 år. Primärstjärnan är i sig en spektroskopisk dubbelstjärna i en nästan cirkulär bana med en omloppsperiod på ca 3,06 år. Dess nära följeslagare, 47 Cygni Ab, har en massa som är 57 procent av solens massa. Sekundärstjärnan, 47 Cygni B är en het stjärna i huvudserien av spektraltyp B, men dock 2,5 magnituder svagare än primärstjärnan. Den har en massa som är ca 11 gånger solens massa.